# شابي كوكس
شابي كوكس (بالإنجليزية: Chubby Cox)‏ مواليد 29 ديسمبر 1955 في فيلادلفيا، هو لاعب كرة سلة أمريكي معتزل. بدأ مسيرته الاحترافية في سنة 1978. تم اختياره من قبل فريق شيكاغو بولز خلال الدرافت. يبلغ طوله 6 قدم 2 بوصة (1.9 م). اعتزل اللعب في 1983.

## روابط خارجية
- شابي كوكس على موقع إن بي أي (الإنجليزية)
- شابي كوكس على موقع سبورتس رفرنس (الإنجليزية)
- شابي كوكس على موقع كلية كرة السلة في سبورتس رفرنس.كوم (الإنجليزية)
- شابي كوكس على موقع ريلجم (الإنجليزية)
- شابي كوكس على موقع بروبوليرز (الإنجليزية)